# Stazione meteorologica di Collesalvetti Nugola
La stazione meteorologica di Collesalvetti Nugola è la stazione meteorologica relativa all'omonima località del comune di Collesalvetti.

## Caratteristiche
La stazione meteorologica si trova nell'Italia centrale, in Toscana, in provincia di Livorno, nel comune di Collesalvetti, in località Nugola, a 69 metri s.l.m. e alle coordinate geografiche 43°35′N 10°26′E.
Gestita dal servizio idrologico regionale facente capo al Compartimento di Pisa a cui invia i dati rilevati, la stazione effettua osservazioni sulla temperatura e le precipitazioni.

## Dati climatologici 1961-1990
In base alla media trentennale di riferimento 1961-1990, la temperatura media del mese più freddo, gennaio, si attesta a +6,4 °C; quella del mese più caldo, luglio, è di +24,2 °C. 
Le precipitazioni medie annue si attestano su un valore di 927 mm, mediamente distribuite in 85 giorni di pioggia, con minimo relativo in estate, picco massimo in autunno per l'accumulo e in inverno per il numero di giorni piovosi. 
| Collesalvetti Nugola (1961-1990) | Mesi | Mesi | Mesi | Mesi | Mesi | Mesi | Mesi | Mesi | Mesi | Mesi  | Mesi  | Mesi | Stagioni | Stagioni | Stagioni | Stagioni | Anno  |
| Collesalvetti Nugola (1961-1990) | Gen  | Feb  | Mar  | Apr  | Mag  | Giu  | Lug  | Ago  | Set  | Ott   | Nov   | Dic  | Inv      | Pri      | Est      | Aut      | Anno  |
| -------------------------------- | ---- | ---- | ---- | ---- | ---- | ---- | ---- | ---- | ---- | ----- | ----- | ---- | -------- | -------- | -------- | -------- | ----- |
| T. max. media (°C)               | 10,9 | 12,5 | 15,4 | 19,3 | 24,1 | 28,1 | 31,6 | 31,0 | 27,9 | 22,6  | 16,3  | 12,5 | 12,0     | 19,6     | 30,2     | 22,3     | 21,0  |
| T. min. media (°C)               | 1,8  | 2,8  | 4,7  | 7,9  | 10,7 | 14,3 | 16,8 | 16,5 | 14,2 | 10,4  | 6,4   | 3,3  | 2,6      | 7,8      | 15,9     | 10,3     | 9,2   |
| Precipitazioni (mm)              | 85,6 | 77,8 | 82,9 | 74,3 | 57,0 | 49,1 | 23,2 | 54,5 | 82,2 | 124,1 | 124,4 | 92,3 | 255,7    | 214,2    | 126,8    | 330,7    | 927,4 |
| Giorni di pioggia                | 9    | 9    | 8    | 8    | 7    | 5    | 3    | 4    | 6    | 8     | 10    | 8    | 26       | 23       | 12       | 24       | 85    |

## Temperature estreme mensili dal 1936 al 1996
Di seguito sono riportati i valori estremi mensili delle temperature massime e minime registrate dal 1936 al 1996.
In base alle suddette rilevazioni, la temperatura massima assoluta è stata registrata il 6 agosto 1981 con +39,5 °C, mentre la minima assoluta di -10,0 °C è datata 11 gennaio 1985. 
| Collesalvetti Nugola (1936-1996) | Mesi         | Mesi        | Mesi        | Mesi        | Mesi        | Mesi        | Mesi        | Mesi        | Mesi        | Mesi        | Mesi        | Mesi        | Stagioni | Stagioni | Stagioni | Stagioni | Anno  |
| Collesalvetti Nugola (1936-1996) | Gen          | Feb         | Mar         | Apr         | Mag         | Giu         | Lug         | Ago         | Set         | Ott         | Nov         | Dic         | Inv      | Pri      | Est      | Aut      | Anno  |
| -------------------------------- | ------------ | ----------- | ----------- | ----------- | ----------- | ----------- | ----------- | ----------- | ----------- | ----------- | ----------- | ----------- | -------- | -------- | -------- | -------- | ----- |
| T. max. assoluta (°C)            | 19,5 (1955)  | 21,8 (1990) | 25,5 (1968) | 29,4 (1954) | 33,8 (1953) | 36,2 (1990) | 39,0 (1983) | 39,5 (1981) | 35,0 (1975) | 32,8 (1953) | 25,4 (1963) | 20,7 (1954) | 21,8     | 33,8     | 39,5     | 35,0     | 39,5  |
| T. min. assoluta (°C)            | −10,0 (1985) | −8,2 (1956) | −6,0 (1939) | −1,2 (1940) | 1,6 (1941)  | 7,3 (1962)  | 9,7 (1975)  | 9,4 (1940)  | 6,2 (1936)  | −0,4 (1972) | −3,0 (1975) | −7,6 (1940) | −10,0    | −6,0     | 7,3      | −3,0     | −10,0 |